# Milko Popčev
Milko Popčev, bolgarski šahovski velemojster, * 1964, Bolgarija.